# Station Saint-Pol-de-Léon
Station Saint-Pol-de-Léon was een spoorwegstation in de Franse gemeente Saint-Pol-de-Léon. Na de overstromingen van 2018 is de exploitatie van de lijn naar Roscoff stopgezet.